# Kristningen af Mæhren
Kristningen af Mæhren henviser til spredningen af kristendommen i det middelalderlige Mähren (Stormähren).
Det som moderne historikere betegner som Stormähren var et slavisk rige, som eksisterede i Centraleuropa fra omkring 830 til starten af det 10. århundrede. Området blev oprindeligt evangeliseret af missionærer fra Frankerriget eller byzantinsk-græske enklaver fra Italien og Dalmatien siden det 8. århundrede, og sporadisk tidligere. Passau stift var ansvarligt for at etablere en kirkestruktur i Mähren.> Den første kristne kirke for vestlige og østlige slavere, som nævnes i historiske tekster, blev bygget i 828 af Pribina, hersker over fyrstendømmet Nitra i Nitrava (det moderne Nitra i Slovakiet), omend Pribina sandsynligvis selv fortsat var hedning på dette tidspunkt. Den første mähriske hersker, der kendes ved navn, Mojmír 1., blev døbt i 831 af Reginhar af Passau. På grund af interne stridigheder mellem mähriske herskere blev Mojmir afsat af Rastislav i 846; da Mojmir havde bekendt sig til den frankiske katolocisme, bad Rastislav om støtte fra det byzantinske rige og bekendte sig til den ortodokse kirke.